# Plynárna Měcholupy
Plynárna Měcholupy v severní části Horních Měcholup s přesahem do Dolních Měcholup, v sousedství Hostivaře, byla zprovozňována postupně od roku 1968. Její plynojem válcovitého tvaru o objemu 300 tisíc m³, největší suchý plynojem v republice, se na několik desetiletí stal místní dominantou.

## Plynojem
Měcholupský plynojem byl největším nadzemním plynojemem všech dob v českých zemích i Československu a současně patřil k největším plynojemům tohoto druhu na světě. Byl válcového tvaru, vysoký 106 metrů, o průměru 67,6 metru a jeho dno zaujímalo plochu 3500 m², objem měl 300 tisíc m³. Plášť plynojemu tvořil celosvařovaný mnohostěn o 24 stěnách, hmotnost celé jeho ocelové konstrukce byla 3 184 tun. Po michelském a vysočanském plynojemu byl postaven jako třetí suchý plynojem v Praze. Technologicky byl plynojem odstaven roku 1981, plynojem byl následně rozebrán. Plášť byl rozebírán odspodu a vrchní část byla postupně hydraulicky spouštěna dolů. Vrchní část plynojemu byla ještě nějaký čas užívána jako skladiště, než byla také rozebrána a odvezena (dle ortofotomap mezi roky 2003 a 2006).

## Výroba plynu
Nejprve se zde vyráběl svítiplyn nízkotlakým cyklickým štěpením benzinu, tato výroba byla ukončena roku 1987. V roce 1974 byl do Měcholup přiveden zemní plyn odbočkou z tranzitního plynovodu a tento přivaděč se stal rozhodujícím zdrojem zemního plynu pro Prahu. V roce 1975 zde byl uveden do provozu zdroj vyrábějící svítiplyn kontinuálním vysokotlakým štěpením zemního plynu, zároveň byla ukončena výroba svítiplynu v michelské plynárně. Zemní plyn byl také dodáván přímo do budované rozvodné sítě plynovodů pro zemní plyn ve východní částí Prahy. Na základě vládního usnesení č. 233 z 6. září 1973 byla v roce 1974 zahájena náhrada svítiplynu zemním plynem v celém pražském plynárenském systému, ukončena měla být v roce 1990, ale dokončena byla již v roce 1988. Maxima výroby, 700 milionů m³ svítiplynu ročně, dosáhla plynárna v roce 1976. Pro potřebu oblastí působnosti západočeských a severočeských plynáren, kde přeměna ještě pokračovala, zůstal vysokotlaký zdroj svítiplynu v Měcholupech v podstatě jako rezervní v provozu až do roku 1996. Od roku 1996 se zbytek zdejší činnosti přesunul do plynárny Michle.

## Doprava
26. září 1977 byla k plynárně prodloužena autobusová linka 101, která do té doby končila u hostivařského nádraží. Nějakou dobu byla u plynárny plnicí stanice CNG, sloužící zejména experimentálnímu provozu plynových autobusů v pražské MHD. K 9. červnu 2008, u příležitosti prodloužení metra do Letňan, byla autobusová doprava ulicí U hostivařského nádraží a k měcholupské plynárně trvale zrušena; do té doby již sem zajížděla pouze ve špičkách pracovních dnů.

## Zánik areálu
Ve východní části vznikly dočasné areály Armabeton a Pozemní stavby Zlín.
Přímo na místě plynojemu proběhla kolem roku 2014 výstavba kolonie 19 rodinných domů, nazvané Rezidence Golf Hostivař. Městská část usilovala o pojmenování ulic v tomto areálu, ale magistrát se rozhodl ulice nepojmenovat s odůvodněním, že jde o uzavřený areál. Areál byl adresně přiřazen k ulici Hornoměcholupské, od které je asi 300–500 metrů vzdálen. Poté se objevil podnět občana, který navrhoval pojmenovat ulici vedoucí z Hornoměcholupské ulice kolem fotbalového hřiště ke kolonii názvem Fotbalová, což by navazovalo na sportovní tematiku názvu ulic na sousedním sídlišti Hornoměcholupská, které však již leží na hostivařském katastru. Rada městské části však doporučila tuto ulici pojmenovat názvem U Plynojemu. S tím však zástupce areálu Rezidence Golf Hostivař projevil zásadní nesouhlas a navrhl pojmenování U Golfu. Tento název nakonec rada města schválila, ačkoliv se podobá názvu nedaleké ulice Golfová. Adresy v kolonii byly přiřazeny k nově pojmenované ulici U Golfu, ačkoliv ta oficiálně končí asi 350 metrů před touto zástavbou, a komunikace k této kolonii a uvnitř ní zůstaly nepojmenované.